# 超基茅膏菜
超基茅膏菜（学名：Drosera ultramafica）原产于马来群岛。其被认为与匙叶茅膏菜（D. spatulata）、新卡尔多尼亚茅膏菜（D. neocaledonica）及长柱茅膏菜（D. oblanceolata）之间存在着密切的近缘关系。因其原生地为高海拔超基性地区，且分布地不重叠，所以仍较易区分。

## 扩展阅读
- 新物种——超基茅膏菜